# Hans Key-Åberg
Hans Malcolm Ludvig Key-Åberg, född den 16 juni 1886 i Stockholm, död den 18 februari 1964 i Tranås, var en svensk överläkare och författare.

## Biografi
Föräldrar var professorn Algot Key-Åberg och Ellen Marianne Åman. Han tog studentexamen 1904 i Stockholm och blev medicine licentiat 1914 samt medicine doktor 1934.
Han tjänstgjorde vid olika svenska sjukhus och var även verksam i utlandet, bland annat som ambulansläkare vid Svenska Röda korsets ambulans i Serbien 1912 och senare som läkare vid svenska sjukhuset i Wien 1917. Hösten 1941 var han chef för 35:e finska krigssjukhusets öron-, näs- och halsavdelning. 
Key-Åberg gav jämte medicinsk litteratur även ut diktsamlingar och allmän facklitteratur i skilda ämnen. I de skönlitterära arbetena skildrar han särskilt människoöden.
Han var även fosterlands- och hembygdsvän och framförde sina åsikter med engagemang och kraft.

### Skönlitteratur
- Stormhattar och liljor : dikter. Stockholm: Norstedt. 1911. Libris 31567
- Bland serber och arnauter. Stockholm: Norstedt. 1916. Libris 1654249
- Till de frivillige : [dikt]. Stockholm: Lagerström. 1918. Libris 1654252
- Jag ägde två fränder : dikter. Stockholm: Norstedt. 1919. Libris 1654251
- Döden har brutit en blomma : [dikt vid kronprinessan Margaretas död]. Stockholm. 1920
- Syner och synvillor. Stockholm: Norstedt. 1922. Libris 1485919
- Hjälmar och hjärtan : dikter. Stockholm: Björck & Börjesson. 1927. Libris 1333064
- Tal vid 1904 års N.E.L.-studenters 25-års-jubileum. Stockholm. 1929
- Drottning Victoria död : [dikt]. Linköping. 1930
- (på ungerska) Nicolaus Horthy - Ungerns hjälte. Linköping. 1930. Libris 1451023
- Erik Axel Karlfeldt 19 8/4 31 : [dikt]. Linköping. 1931. Libris 2739717
- Rotary : [dikt]. Linköping. 1931. Libris 2739726
- Ungern : prolog vid ungerska aftonen i Linköping 19 25/3 31. Linköping. 1931. Libris 3004120
- Vid föreningens Östergötlands barn tioårsjubileum 19 1/12 31 : fyra dikter. Linköping: Östgöten. 1931. Libris 1346873
- Axel Key : vid minnesbanketten i Svenska läkarsällskapet den 25 oktober 1932 : [dikt]. Linköping. 1932. Libris 2739715
- Prolog vid Linköpings Sångarförbunds jubileum 26 nov. 1932. Linköping. 1932
- Det var en gång en prinsessa : hyllning i dikt och film till H. K. H. Prinsessan Sibylla, hertiginna av Västerbotten, vid Svensk-tyska föreningens hälsningsfest 1932. Linköping: Östgöta Correspondenten. 1933. Libris 1346872
- Prolog i Linköpings domkyrka vid Tredje Svenska Rotarydistriktskonferensen den 22 juni 1936. Linköping. 1936
- Recitation vid den nordiska O.R.L.-kongressen i Helsingfors 1937. Linköping. 1937
- Sholto Dhu Glass / [illustrationer: Bertil Bull Hedlund]. Stockholm: [Fritze]. 1953. Libris 1454590
- Min väg : dikter 1905-1954. Stockholm: Fritze. 1955. Libris 1454589

### Varia
- Bidrag till kännedomen om den Holmgrenska kapillaranlalysen med särskild hänsyn till vakt af indikator. Stockholm. 1913. Libris 3004119
- Ett fall av polyneuritis cerebralis menieriformis. Stockholm. 1916. Libris 2739718
- Ett bidrag till kännedom om de färska traumatiska labyrintskadorna. Stockholm. 1917. Libris 2739716
- Några blad ur tubarkatetriseringens historia. Stockholm. 1917. Libris 2739722
- Några ord i arméns skofråga. Stockholm. 1917. Libris 2739723
- Om pyocyaneus vid öronaffektioner med ett kasuistiskt bidrag. Stockholm. 1917. Libris 2739724
- Historical review of instruments used in otoscopy, together with a description of a method for photographing the membrana tympani. Stockholm. 1919. Libris 1654250
- Rhinolithiasis : monografisk-kasuistisk studie. Stockholm. 1921. Libris 2739725
- Beitrag zur Kenntnis der Anatomie und Physiologie des Musculus retractor bulbi beim Kaninchen. Stockholm: Marcus. 1934. Libris 1346871
- Försvarskommissionen och militärläkarna. Linköping. 1936. Libris 2739720
- Ett femtonårsminne : (1934): [Nikolaus Horthy] : Ungern (1931). Linköping. 1937. Libris 2739719
- Mellan saga och mirakel : bilder och blad från ett kärleksverk i Röda korsets anda, det svenska sjukhuset i Wien. Stockholm. 1937. Libris 2739721
- Axel Linus Forsmark. Lund. 1938. Libris 2848855
- Orl-specialitetens krigsberedskap : några synpunkter och reflektioner. Lund. 1939. Libris 8814609
- Bidrag till kännedom om hörselskadorna i krig och deras profylax. Stockholm. 1941. Libris 8814593
- Karl XII:s dödsskott. Stockholm: Fritzes. 1941. Libris 31434
- Verner von Heidenstam : möten och minnen. Stockholm: Fritze. 1942. Libris 1417475
- Släkten från gårdarna. Stockholm: Fritze. 1945. Libris 1417474
- Mars och Asklepios. Stockholm: Fritze. 1949. Libris 1417473